# Oxyethira cotula
Oxyethira cotula är en nattsländeart som beskrevs av Wells och Dudgeon 1990. Oxyethira cotula ingår i släktet Oxyethira och familjen smånattsländor. Inga underarter finns listade i Catalogue of Life.